# Rafael Calvo Ruiz de Morales
Rafael Calvo Ruiz de Morales (Madrid, 15 novembre 1886 – Madrid, 1966) è stato un attore e doppiatore spagnolo.

## Biografia
Inizia la carriera di attore sul palcoscenico nel 1905 nella compagnia teatrale di Ricardo Calvo Agostí, suo cugino. Recitò nei teatri di Madrid, in Argentina e Uruguay. Al cinema debuttò nel 1923 e nel 1930 fu scritturato dalla Paramount per girare le versioni spagnole dei film prodotti da loro negli studi di Joinville e quindi, assunto dalla 20th Century Fox, si recò ad Hollywood dove rimase per tre anni. Tornato in Spagna nel 1934, allo scoppio della guerra civile spagnola giunge in Italia dove prese parte ad alcune versioni spagnole di film italiani.
I ruoli per cui è maggiormente ricordato furono quelli del colonnello José Moscardó nel film L'assedio dell'Alcazar di Augusto Genina (1940) e quello del sindaco Don Emilio in Marcellino pane e vino di Ladislao Vajda (1955). Interpretò il suo ultimo film nel 1957, Fiesta brava (Toro bravo) di Vittorio Cottafavi, lasciato incompiuto da quest'ultimo e terminato tre anni dopo da Domingo Viladomat. Svolse anche, più saltuariamente, l'attività di doppiatore. Sposato con Áurea Muñoz, ebbe due figli, entrambi attori e doppiatori, Rafael Luis ed Eduardo. Alcune fonti stabiliscono l'anno della scomparsa nel 1962, altre al 1966.

## Filmografia
- Para toda la vida, regia di Benito Perojo (1923)
- Currito de la Cruz, regia di Alejandro Pérez Lugín (1926)
- Pilar Guerra, regia di José Buchs (1926)
- El Conde de Maravillas, regia di José Buchs (1927)
- La ilustre fregona, regia di Armando Pou (1927)
- La loca de la casa, regia di Luis R. Alonso (1927)
- Doña Juana, regia di Paul Czinner (1928)
- Prim, regia di José Buchs (1930)
- ¿Conoces a tu mujer?, regia di David Howard (1931)
- Cuerpo y alma, regia di David Howard (1931)
- Eran trece, regia di David Howard (1931)
- Esclavas de la moda, regia di Francisco Moré de la Torre (1931)
- Hay que casar al príncipe, regia di Lewis Seiler (1931)
- La ley del harem, regia di Lewis Seiler (1931)
- Mamá, regia di Benito Perojo (1931)
- Sombras del circo, regia di Adelqui Migliar (1931)
- La verbena de la Paloma, regia di Benito Perojo (1935)
- Rumbo al Cairo, regia di Benito Perojo (1935)
- Nuestra Natacha, regia di Benito Perojo (1936)
- Nuestro culpable, regia di Fernando Mignoni (1938)
- Santa Rogelia, regia di Roberto de Ribón (1939)
- La luce che torna (Marianela), regia di Benito Perojo (1940)
- L'assedio dell'Alcazar, regia di Augusto Genina (1940)
- La muchacha de Moscú, regia di Edgar Neville (1941)
- L'usuraio, regia di Harry Hasso (1943)
- Danza de fuego, regia di André Hugon e Jorge Salviche (1943)
- La hija del circo, regia di Julián Torremocha (1945)
- Viento de siglos, regia di Enrique Gómez (1945)
- El crimen de la calle de Bordadores, regia di Edgar Neville (1946)
- Héroes del 95, regia di Raúl Alfonso (1946)
- La próxima vez que vivamos, regia di Enrique Gómez (1946)
- El traje de luces, regia di Edgar Neville (1947)
- Il tiranno di Castiglia (Fuenteovejuna), regia di Antonio Román (1947)
- La calumniada, regia di Fernando Delgado (1947)
- La nao Capitana, regia di Florian Rey (1947)
- Un viaje de novios, regia di Gonzalo Delgrás (1947)
- El verdugo, regia di Enrique Gómez (1948)
- Alhucemas, regia di José López Rubio (1948)
- Cita con mi viejo corazón, regia di Ferruccio Cerio (1948)
- Hoy no pasamos lista, regia di Raúl Alfonso e Rafael Alonso (1948)
- Sin uniforme, regia di Ladislao Vajda (1948)
- Aventuras de Juan Lucas, regia di Rafael Gil (1949)
- El Rey de Sierra Morena, regia di Adolfo Aznar (1949)
- Yo no soy la Mata-Hari, regia di Benito Perojo (1949)
- El final de una leyenda, regia di Ricardo Gascón (1950)
- Sangre en Castilla, regia di Benito Perojo (1950)
- Servicio en la mar, regia di Luis Suárez de Lezo (1950)
- Il messaggio del re (Correo del Rey), regia di Ricardo Gascón (1951)
- Em Nar, la ciudad de fuego, regia di José González de Ubieta (1951)
- Quema el suelo, regia di Luis Marquina (1951)
- Il terrore dell'Andalusia (Carne de horca), regia di Ladislao Vajda (1953)
- Como la tierra, regia di Alfredo Hurtado (1953)
- Viento del norte, regia di Antonio Momplet (1954)
- Marcellino pane e vino (Marcelino, pan y vino), regia di Ladislao Vajda (1955)
- Señora ama, regia di Julio Bracho (1955)
- Suspenso en comunismo, regia di Eduardo Manzanos (1955)
- Fedra, regia di Manuel Mur Oti (1956)
- No estamos solos, regia di Miguel Iglesias (1956)
- Un tesoro en el cielo, regia di Miguel Iglesias (1956)
- Fiesta brava (Toro bravo), regia di Vittorio Cottafavi e Domingo Viladomat (1957)

## Doppiatori italiani
Nelle versioni in italiano delle opere in cui ha recitato, Rafael Calvo Ruiz de Morales  è stato doppiato da:
- Mario Besesti ne L'assedio dell'Alcazar
- Olinto Cristina in Marcellino pane e vino